# Bizmut-209
Bizmut-209 (209Bi) je izotop bizmuta sa najdužim poznatim poluživotom od svih radioizotopa koji podležu α-raspadu (alfa raspad). On ima 83 protona i magični broj od 126 neutrona, i atomsku masu od 208,9803987 amu (jedinice atomske mase). Primordijalni bizmut se u potpunosti sastoji od ovog izotopa.